# Haus Hermannsberg
Haus Hermannsberg ist ein denkmalgeschütztes Weingut im Stadtteil Oberlößnitz der sächsischen Stadt Radebeul. Es liegt in der Weinbergstraße 34/34a unterhalb des namensgleichen Weinbergs Hermannsberg; oben im Berg liegt auf der Hangkante eine Bergwarte, die so genannte Cikkurat (Schnecke im Weinberg). Der Weinberg Radebeuler Hermannsberg aus verwittertem Syenit gehört zur Einzellage Radebeuler Goldener Wagen und liegt innerhalb des Denkmalschutzgebiets Historische Weinberglandschaft Radebeul.

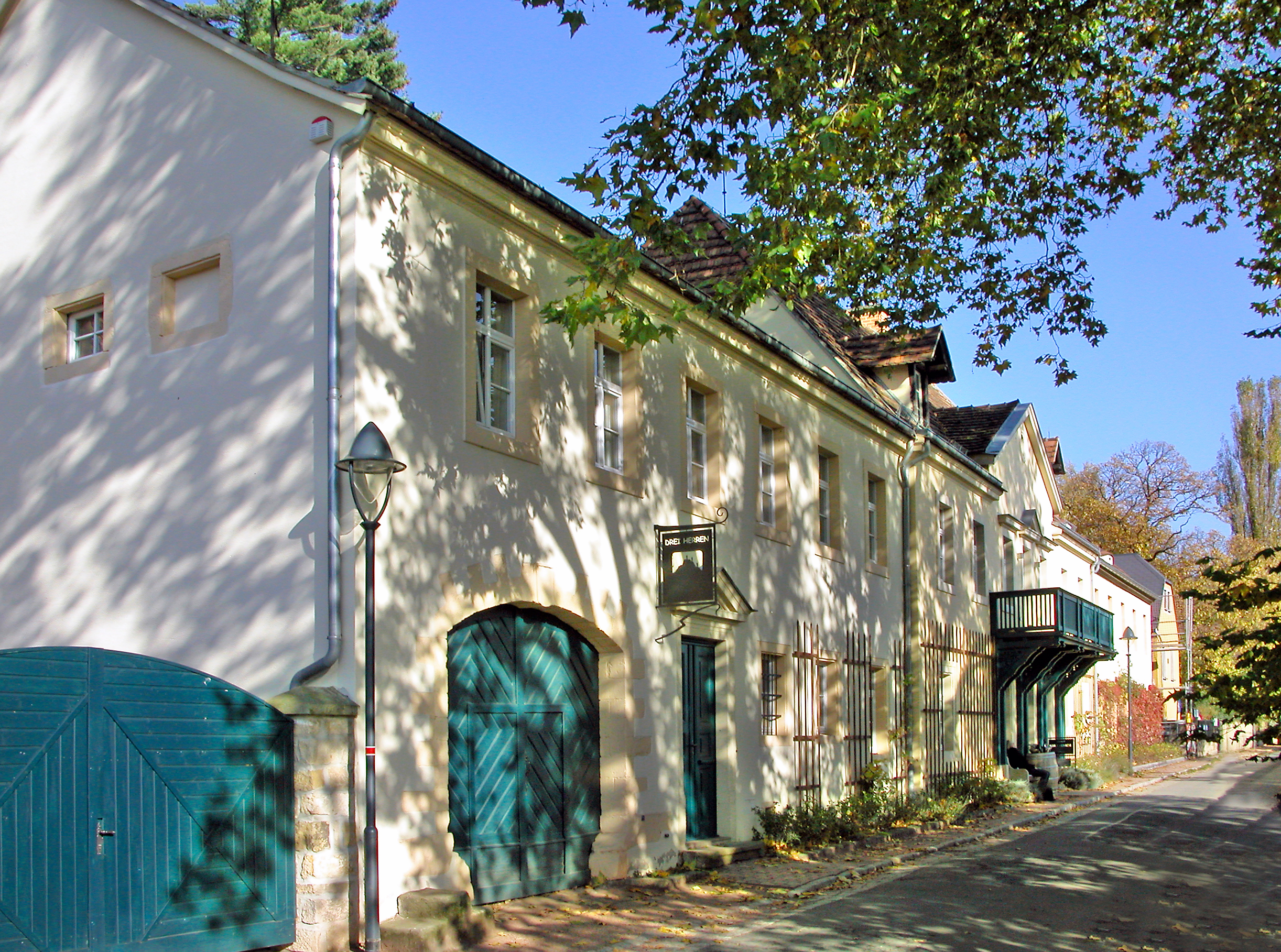
Haus Hermannsberg, dahinter Haus Friedeborn

Bereits zu DDR-Zeiten, spätestens 1973, wurde Haus Hermannsberg zum Denkmal der Architektur in Radebeul erklärt.

## Beschreibung

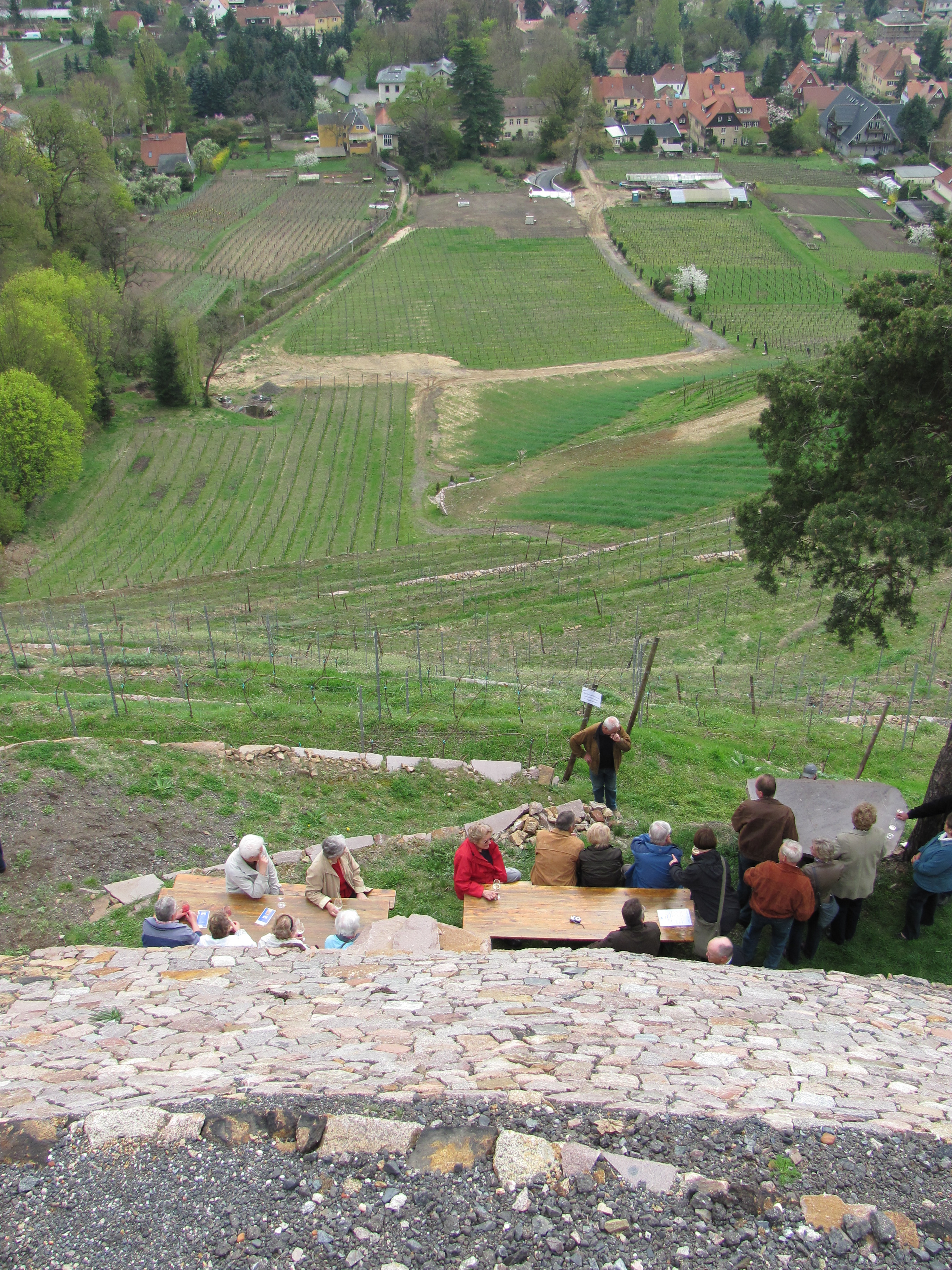
Blick von der Cikkurat auf den Weinberg Hermannsberg

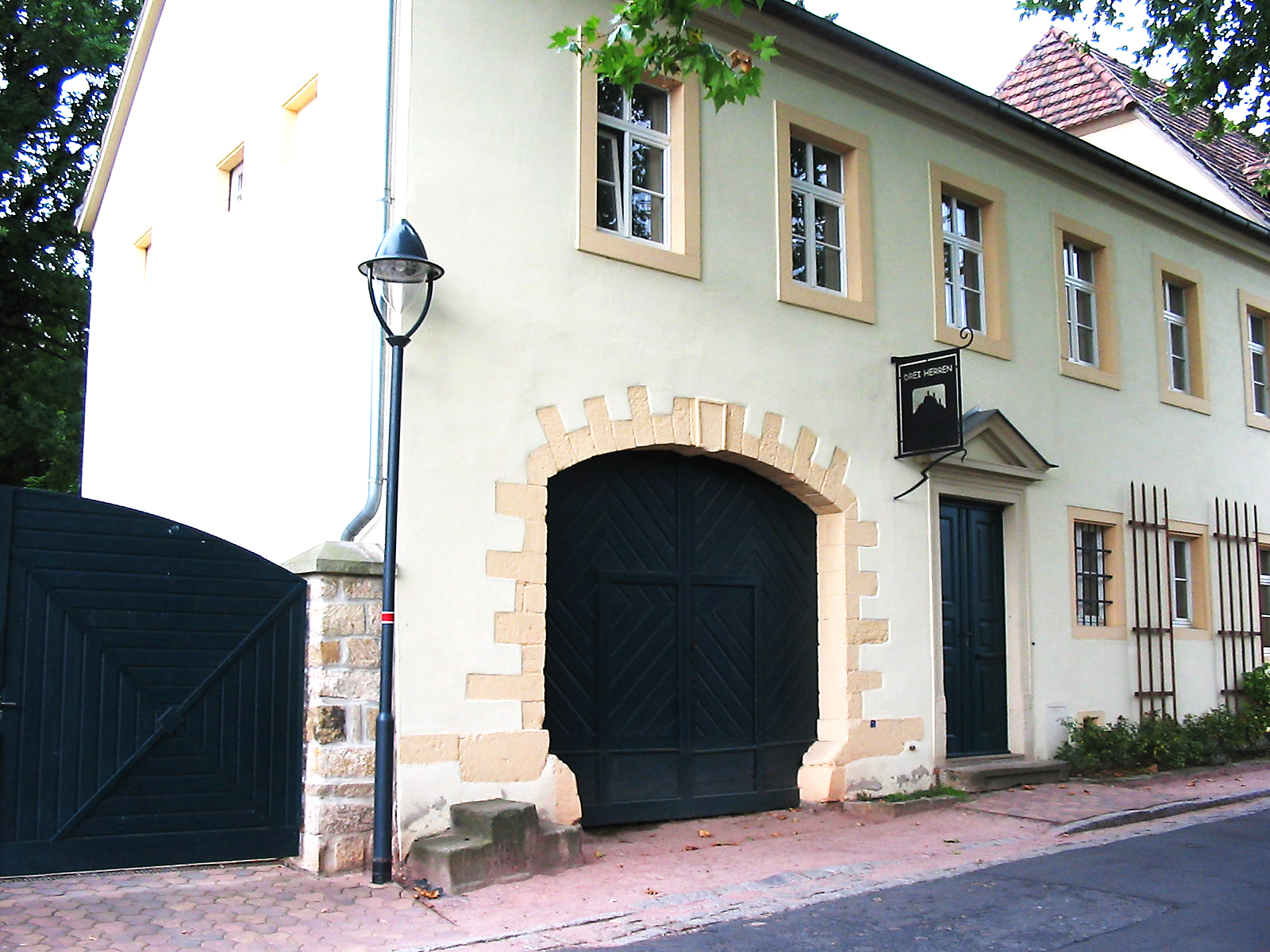
Haus Hermannsberg, Tor mit Prellsteinen in der Durchfahrt, links davon ein Reiterstein

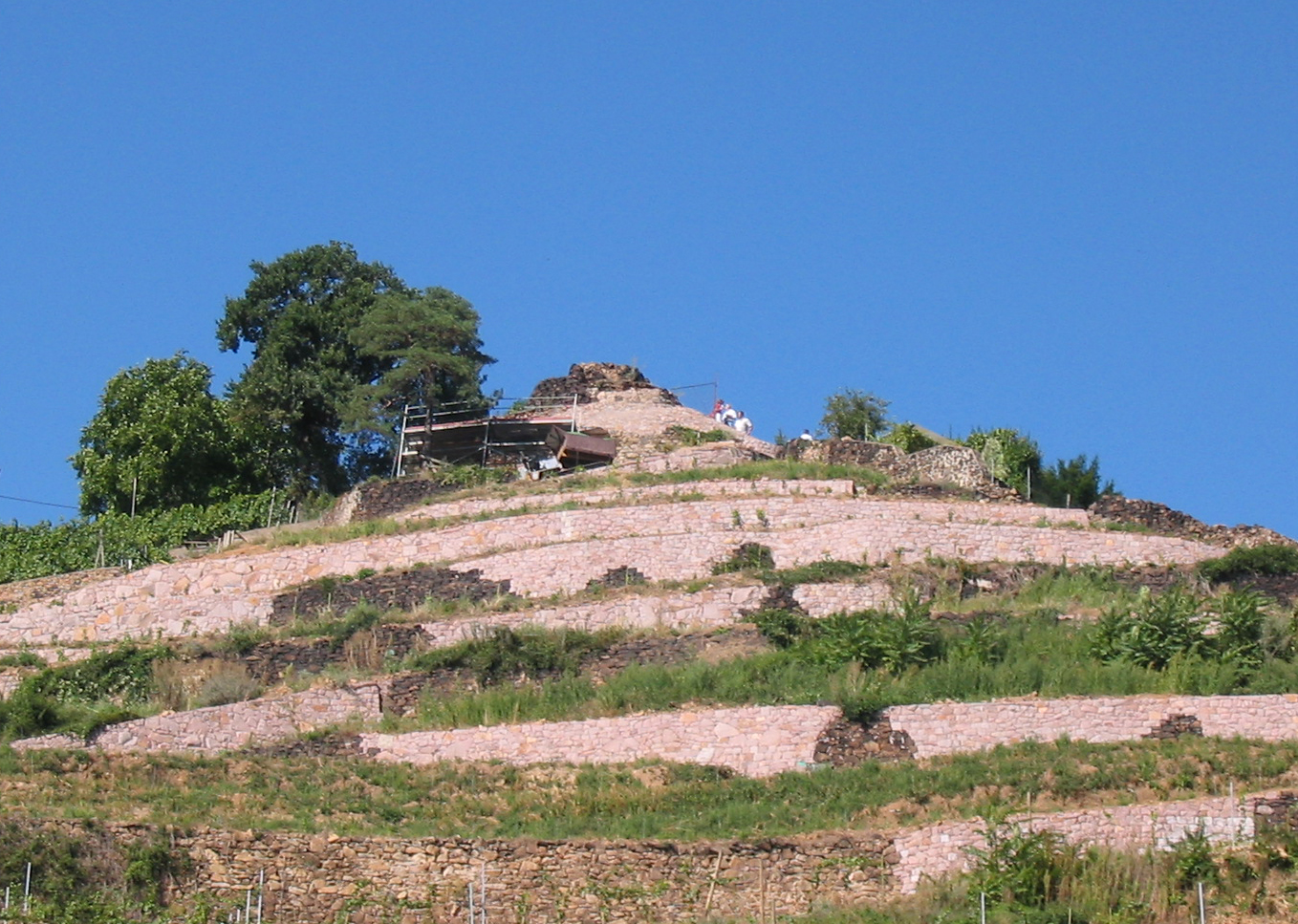
Der Hermannsberg mit der Cikkurat

Der Hauptbau des Weinguts ist ein symmetrisches, siebenachsiges und zweigeschossiges Gebäude, das traufständig auf der Straßenflucht der Weinbergstraße steht. Es hat ein hohes Krüppelwalmdach. Mittig ragt ein drei Achsen breiter Dreiecksgiebel in das Dach, ehemals durch Akroteren geschmückt und heute noch mit einem Rundfenster im Giebelfeld. Beidseitig des Giebels findet sich jeweils eine Giebelgaube. Vor den durch eine Verdachung zusammengefassten mittleren drei Fenstern des Obergeschosses der Straßenansicht hängt ein auskragender, hölzerner Balkon, darunter befindet sich der Hauseingang. Die Erdgeschossfassaden tragen Rebspaliere. Auf der Hofseite befindet sich eine Freitreppe mit einem kreuzgratgewölbten Bogen, die zur Tür im Erdgeschoss führt. Zu dem Gebäude gehört ein großer Gewölbekeller.
Im Obergeschoss des Kernbaus sind dem Festsaal zwei durch eine Fachwerkwand getrennte Räume vorgelagert. Bei der letzten Restaurierung fanden sich an den Wänden barocke Fassungen, die aufwendig restauriert wurden. Die einzelnen Wandelemente tragen auf einer altrosa Wand aus Illusionsmalerei hergestellte, hellblaue Profile mit grauen Schattenrücklagen, die Wand- und Sockelspiegel einfassen. In den Wandspiegeln befinden sich aufgemalte Girlanden. Die schmalen Supraporte-Felder enthalten einfache Landschaftsszenerien. Diese Wandmalereien im Chinoiserie-Stil entstanden etwa zur selben Zeit wie die Fassadenfresken von Schloss Pillnitz. Damit handelte es sich wohl um die Sommerwohnung des Gutsbesitzers.
Beidseitig des Kernbaus stehen angebaute Flügelbauten mit flacheren Satteldächern. An den rechten, fünfachsigen Flügel auf der Ostseite ist rechtwinklig dazu noch ein weiteres Nebengebäude angesetzt. Gleich daneben führt zwischen Haus Hermannsberg und dem benachbarten Haus Friedeborn ein Hohlweg auf den Berg. Der linke Flügelbau steht wie der Hauptbau mit seinen sechs Achsen entlang der Straße. Auf der linken Seite befindet sich ein großes, stichbogiges Wirtschaftstor, vor dem sich ein Reiterstein erhalten hat. Die Tür rechts neben dem Tor wird durch eine Dreiecksgiebelverdachung geschützt.

## Geschichte
Auf einer Karte von Hans August Nienborg aus dem Jahr 1714/15 ist an der betreffenden Stelle des Ballbergs bereits ein Gebäude eingezeichnet, ältester bekannter Besitzer war der Dresdner Ratsherr Klette im Jahr 1735. An Stelle des eingezeichneten fünfachsigen Gebäudes ließ Generalleutnant von Fröden, Besitzer von 1792 bis 1816, um 1800 den heutigen siebenachsigen Mittelbau entstehen, außerdem wurde der linke Wirtschaftsflügel errichtet. Der Mittelbau wurde um 1850 vom Kaufmann Christian Heinrich von Mangelsdorf, Besitzer von 1831 bis 1855, um den rechten Anbau erweitert und wahrscheinlich auch um den Dreiecksgiebel in der Frontmitte zur Straße ergänzt, auch erhielt er sein spätklassizistisches, villenartiges Aussehen.
Im Jahr 1857 kaufte der Zwickauer Stadtrat, Gutsbesitzer und Forstinspektor des königlichen Kammerguts Wiesenburg, Carl Friedrich Rau, das Weingut als Altersruhesitz. Sein Sohn Hermann Alfred Rau gab ihm später seinen heutigen Namen Hermannsberg. Nach einer anderen Quelle starb Carl Friedrich Raus Erbe und Enkel Paul Hermann Rau 1889 auf dem Anwesen. Dessen Bruder Carl Alfred Rau soll diesen Teil des größeren Weinbergs Ballberg ihm zum Gedenken Hermannsberg und das Anwesen Weingut Hermannsberg getauft haben. Das Gebäude sollte bis nach 1960 in Familienbesitz bleiben.
Der Weinbau wurde aufgrund der Folgen der sächsischen Reblauskatastrophe 1907 eingestellt, die ehemaligen Pressräume wurden zur Wohnung umgebaut. Weitere Umbauten geschahen 1887 (Gebrüder Ziller), 1891 (Bauunternehmung F. W. Eisold) sowie 1938/1939.
Seit den 1970er Jahren verfiel das Anwesen immer mehr, 1993 wurde es verkauft und ab 1995 in den folgenden zehn Jahren umfänglich restauriert, auch erhielt es auf der Hauskante zum Hohlweg einen Eckstein („Theatermasken“) vom Radebeuler Bildhauer Detlef Reinemer, einem emeritierten Professor der Hochschule für Bildende Künste Dresden. Ein Teil der Anlage enthält heute Wohnungen, während der andere Teil wieder ein Weingut beherbergt.

## Heutiges Weingut Drei Herren
2002 erworben, wurde 2004 

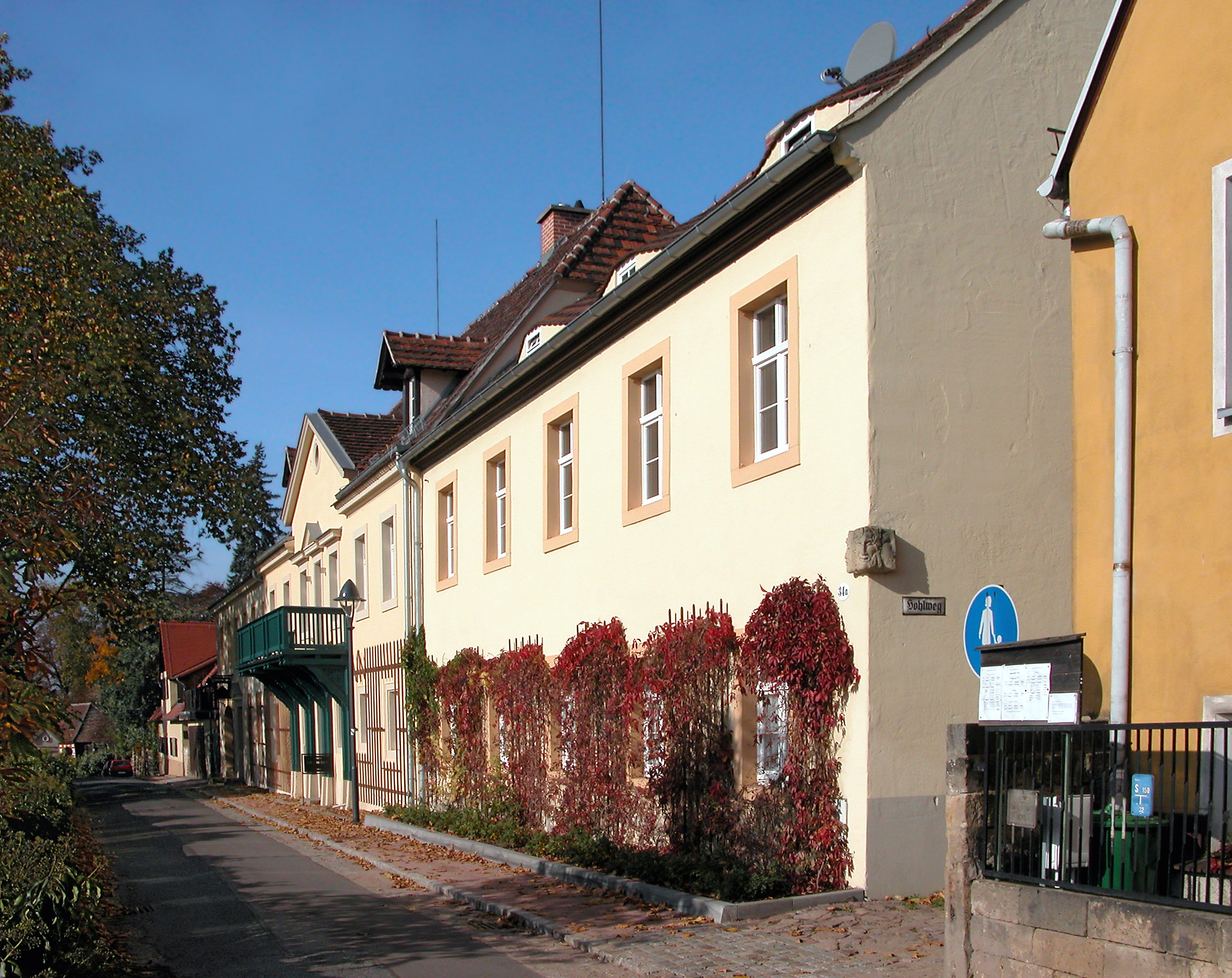
Nebeneinander in der Weinbergstraße: Haus Friedeborn, Weingut „Drei Herren“, Nebengebäude zum Landhaus Richard Lange, Haus Lorenz

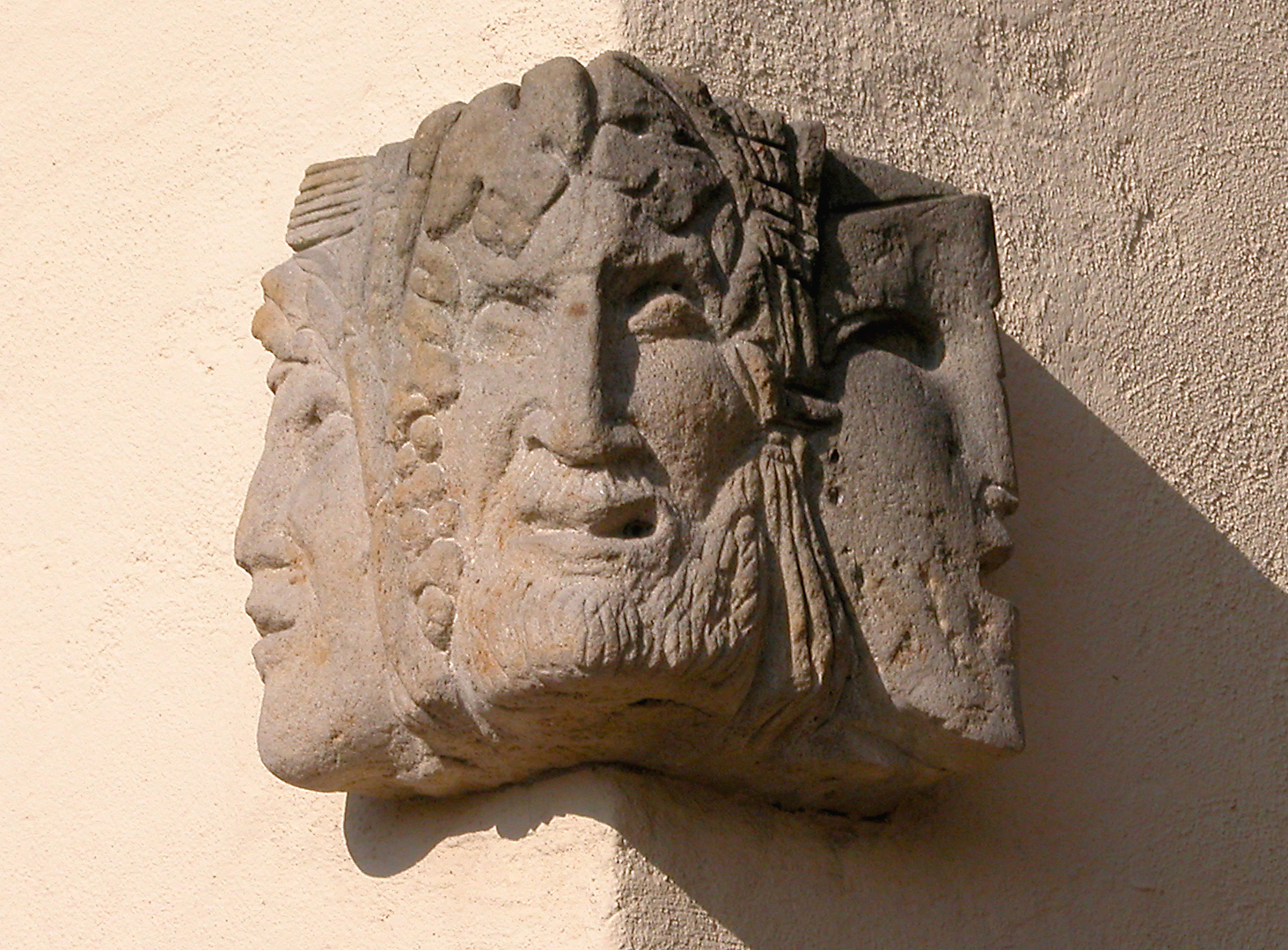
Dreigesichtiger Kopf am Weingut „Drei Herren“

das Weingut unter dem Namen Drei Herren von drei „Herren“ neu gegründet und im November 2005 wiedereröffnet: von dem Kunsthistoriker Rainer Beck, damals noch Inhaber des Lehrstuhls für Kunstgeschichte an der Hochschule für Bildende Künste Dresden und familienseits einer Weinbauernfamilie entstammend sowie dem einheimischen Winzer Claus Höhne. Der dritte der ursprünglichen Herren ist inzwischen ausgeschieden, seine Stelle nimmt Antje Wiedemann ein, die Sächsische Weinkönigin 2003 und Deutsche Weinprinzessin 2004. Ihr „…mann“ im Namen bestärkte die Gründer, den gewählten Namen beizubehalten.
Das heutige Weingut Drei Herren nimmt einen Teil der Bauten des Hauses Hermannsberg einschließlich des alten, großen Gewölbekellers ein. Neben dem Weinverkauf befinden sich dort auch die Wirtschaftseinrichtungen nebst Gärtanks und Abfüllanlagen. Die ehemals herrschaftlichen Räume des Obergeschosses werden für Verkostungen genutzt.
In jüngster Zeit wurden 1000 m² Weinbergsmauern saniert und die Terrassen zur Pflanzung vorbereitet, so dass die weitere Aufrebung des Weinbergs gut 100 Jahre nach Aufgabe des Weinbaus wieder möglich ist.
Das Weingut, das neben seinem Hausberg auch noch den aus Biotit-Granodiorit bestehenden Sörnewitzer Taubenheimer Berg bewirtschaftet, erhielt mehrfach den Bundesehrenpreis. Es gibt ein Weinrestaurant mit Terrasse und eine Vinothek.